# Yves Le Diberder
Pour les articles homonymes, voir Le Diberder.
Yves-Alexandre Le Diberder (1887-1959), plus connu sous le nom d'Yves Le Diberder, est un collecteur des traditions populaires bretonnes.

## Biographie
Il naît à Lorient le 29 juillet 1887, puis est élevé par une nourrice à Arzano, dans le Morbihan, avant de rejoindre sa famille. En 1907, il part étudier à Rennes, pratique la langue bretonne et rejoint l'Association des Étudiants bretons. En 1910, Joseph Loth lui dispense ses cours de breton à la faculté des Lettres, ce qui lui permet d'acquérir une bonne connaissance de cette langue, mais aussi du cornique et du gallois.
Il se tourne rapidement vers l'étude des traditions populaires dans le vannetais, et collecte contes et textes de chansons du Morbihan qu'il publie dans les Annales de Bretagne dès 1912. Entre 1913 et 1916, ses collectages se font plus nombreux dans la région de Lorient et surtout à Port-Louis, où la conteuse Stéphanie Guillaume lui conte un grand nombre de récits merveilleux. Yves Le Diberder, qui désire en tirer un livre de contes pour enfants, ne réalise jamais son projet.
En raison de sa tendance à la polémique, il se fâche avec la plupart des intellectuels de son époque. Il devient libraire à Angers dans les années 1930, et meurt à Vannes le 17 mars 1959 dans un relatif anonymat, mais en laissant un grand nombre de manuscrits de contes et chansons inédits issus de ses collectages en pays vannetais.

## Postérité
Certains documents collectés par Yves Le Diberder ont été publiés par les éditions Terre de Brume depuis les années 2000. Son travail est en voie de reconnaissance, notamment grâce au sonneur André le Meut, amoureux de la langue bretonne et de la culture vannetaise, travaillant aux Archives départementales du Morbihan, avec la sortie du tome 2 de la collection "Traditions orales en pays vannetais", consacré aux chants et airs de musique collectés par Yves Le Diberder.

## Publications
- Yves le Diberder et Yann-Ber Calloc'h, Autour du livre, 1921.
- Yves Le Diberder, Michel Oiry et Donatien Laurent, Contes de sirènes, coll. Bibliothèque celte, Terre de Brume éditions, 2000,  (ISBN 2843620732 et 9782843620737), 208 p.
- Yves Le Diberder, textes établis et présentés par Michel Oiry, A liù el loér hag er stéred, Couleur de lune et d'étoiles, Centre de recherche bretonne et celtique et PUR, 2000, 428 p.
- Yves Le Diberder et Michel Oiry, Contes de korrigans: Bugul-noz, Groah & autres contes merveilleux, coll. Bibliothèque celte, Terre de brume, 2001,  (ISBN 2843621070 et 9782843621079), 287 p.
- Chansons Traditionnelles du Pays Vannetais, 1910-1915, Archiv Morbihan, 2011 (2 tomes)